# David Josephson
David Josephson, född 1750, död 1838, var en till Sverige invandrad judisk handelsman och lärare. Han är stamfader för kultursläkten Josephson med kända profiler som konstnären Ernst Josephson, konsthistorikern Ragnar Josephson och skådespelaren Erland Josephson.
Josephson var son till läraren Joseph Elias Peiser och hans andra hustru Sara Rebecka (Rifke) Joseph. Han inflyttade till Sverige från Tyskland 1780 och kom att verka dels som handelsman, dels som skollärare vid den nyinrättade judiska skolan i Stockholm. Tillsammans med danskbördige Marcus Maure författade han på hebreiska den första skriften utgiven av Judiska församlingen i Stockholm 1782 samt en svensk översättning därav.
David Josephson var gift med Sara Gisiko från Schwerin och blev änkling 1819.